# 格林尼治村
格林尼治村（英語：Greenwich Village）是纽约市曼哈顿南部下西城的一个大型居住区，大部分居民为中产阶级家庭，但在19世纪后期和20世纪上中叶却以波希米亚主义首都和垮掉的一代诞生地著称。具有讽刺意味的是，该区最初吸引人的那些特征最终导致其走向中产阶级化和商业化。
格林尼治村得名於荷蘭語 "Groenwijck"，意即「綠色區域」。

## 範圍
格林尼治村东到百老汇大道，西到哈德孙河，南到豪斯顿街，北到14街。周边街区为：东面是东村，南面是SoHo，北面是切尔西。东村属于下东城，与格林尼治村无关。西村是格林尼治村第七大道以西的部分，但是房地产经纪人则说是第六大道以西的部分。该街区属于纽约第八选区。

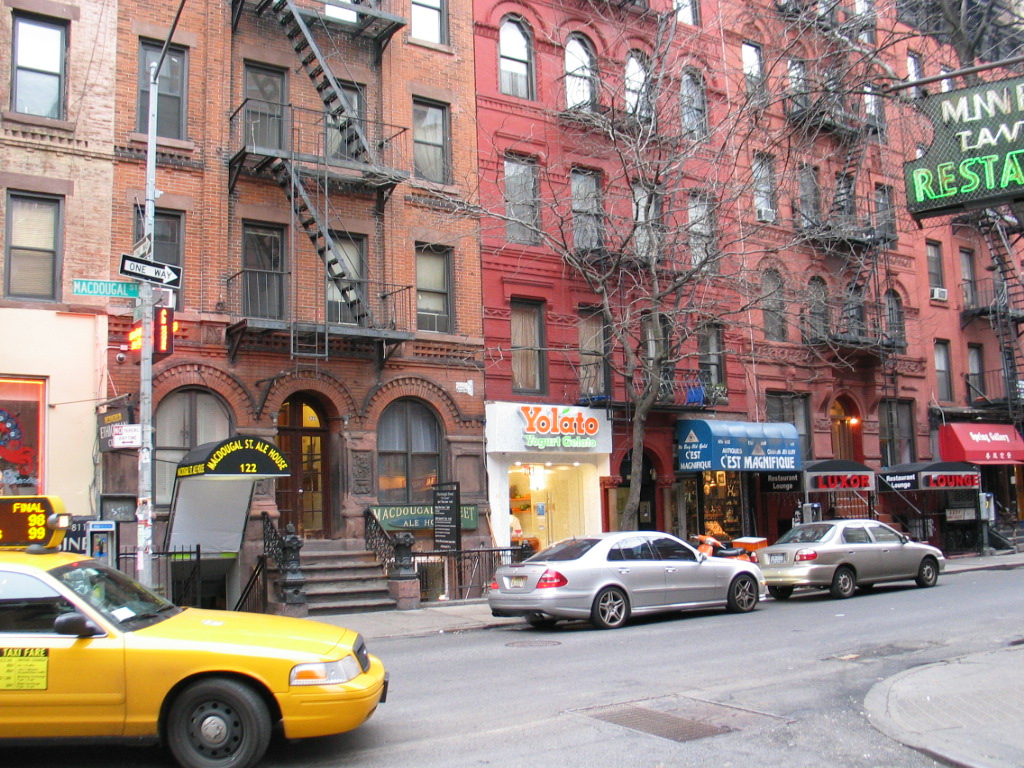
格林尼治村的街道